# Congrès mondial ukrainien
Pour un article plus général, voir Diaspora ukrainienne.
Le Congrès mondial ukrainien (CMU) est l’association internationale de coordination pour les communautés ukrainiennes de la diaspora représentant les intérêts de plus de 20 millions d’Ukrainiens. Le CMU a des organisations membres dans 33 pays ainsi que des liens avec des Ukrainiens dans 14 autres pays. Fondé en 1967 comme association sans but lucratif, le CMU a été reconnu par le Conseil économique et social des Nations unies en 2003 comme une organisation non gouvernementale avec un statut spécial consultatif.

## Objectifs
Les principaux objectifs du CMU sont :
1. de représenter les intérêts des Ukrainiens de la diaspora ;
2. de coordonner un réseau international d’organisations membres qui soutiennent l’identité nationale, la langue, la culture et l’esprit ukrainiens ainsi que les réalisations des Ukrainiens dans le monde entier, et qui en font la promotion ;
3. de promouvoir l’engagement civique des Ukrainiens dans leur pays d’établissement tout en encourageant une attitude positive envers les Ukrainiens et l’État ukrainien ;
4. de défendre les droits des Ukrainiens, quel que soit leur lieu de résidence, en conformité avec la Déclaration universelle des droits de l’homme.

## Description
Treize conseils et comités du CMU travaillent ensemble pour traiter des divers enjeux qui définissent la vie communautaire des Ukrainiens. Il s’agit notamment des droits civils et des droits de la personne, de questions liées à l’ONU, de la sensibilisation à l’Holodomor dans la communauté internationale, de l’éducation, des services sociaux, de la jeunesse, du soutien offert aux Ukrainiens vivant à l’étranger, de questions d’ordre académique, de culture, de lutte contre le trafic de personnes, de médias, de sports et du mouvement coopératif.
Parmi les enjeux majeurs sur lesquels s’est penché le CMU, se trouvent la protection et la défense des droits de la personne des Ukrainiens ainsi que de leurs droits en tant que minorité ; la reconnaissance à l’échelle internationale de l’Holodomor de 1932-1933 comme un acte de génocide (reconnu comme tel par 16 pays) ; la démocratisation de l’Ukraine et son intégration dans l’Union européenne ; le renforcement de l’Ukraine en tant qu’État et l’inviolabilité de ses frontières ; l’observation des élections, y compris la mission internationale d’observation des élections du CMU lors des élections parlementaires ukrainiennes de 2012 (soit la plus grande mission de ce type réalisée sans le parrainage d’un gouvernement) ; les enjeux sociaux et économiques de la migration économique depuis l’Ukraine ; la promotion de la langue ukrainienne en Ukraine et dans la diaspora ; le retour à la communauté ukrainienne de la Pologne de la maison nationale ukrainienne située à Przemysl qui avait été confisquée pendant l’Opération Vistule (Akcja Wisla), et le défi que représente le trafic de personnes dans le monde.
Depuis l’indépendance de l’Ukraine en 1991, le CMU aide l’Ukraine à devenir l’épicentre naturel de l’ukrainisme dans le monde et ce, au bénéfice tant des Ukrainiens qui se trouvent en Ukraine que de ceux qui se trouvent à l’étranger.